# Roberto Esposito

Roberto Esposito (Napels, 1950) is een Italiaans filosoof bekend om zijn werk rond biopolitiek. Verder focust zijn werk sterk op de geschiedenis van de filosofie. Hij valt te plaatsen binnen een groep van Italiaanse denkers die elkaar sterk hebben beïnvloed, met onder andere Giorgio Agamben en Antonio Negri.
Het denken van Esposito draait vooral rond twee concepten, namelijk dat van gemeenschap (communitas) en immuniteit (immunitas). Volgens Esposito is het gemeenschappelijke leven gebaseerd op een vorm van geven en ontvangen (munus) van elkaar, dat zorgt voor een constante interactie. Daartegenover staat dan de immuniteit, een positie die zowel in de geneeskunde als in het recht wijst op een persoon die buiten de circulatie en interactie staat, die gevrijwaard is van een risico waar de rest van de gemeenschap aan blootgesteld staat. Aan hem kan dus niets meer gegeven worden. Esposito stelt in boeken zoals Immunitas (2002) en Bios (2004) dat men de huidige samenleving moet begrijpen via deze figuur van immuniteit: de maatschappij is geneigd bepaalde figuren uit te sluiten, uit de circulatie van de gift te halen, maar dat is tegenwoordig zo doorgeslagen dat deze immunisering de maatschappij zelf bedreigt naar parallel met een auto-immuunziekte.